# Герресбах
Герресбах (нім. Herresbach) — сільська громада в Німеччині, розташована в землі Рейнланд-Пфальц. Входить до складу району Маєн-Кобленц. Складова частина об'єднання громад Фордерайфель.
Площа — 8,47 км2. Населення становить 497 ос. (станом на 31 грудня 2020).